# Bisza
Bisza lub Kalat Bisza (arab. Bishah بيشة lub Qal`at Bishah قلعة بيشة) − miasto w południowo-zachodniej Arabii Saudyjskiej, w prowincji Asir. W mieście znajduje się port lotniczy Bisza.